# Nankińska Strefa Bezpieczeństwa
Artykuł ten został zgłoszony do umieszczenia na stronie głównej w rubryce „Czy wiesz”.
Pomóż nam go sprawdzić: oceń zgłoszoną nominację.

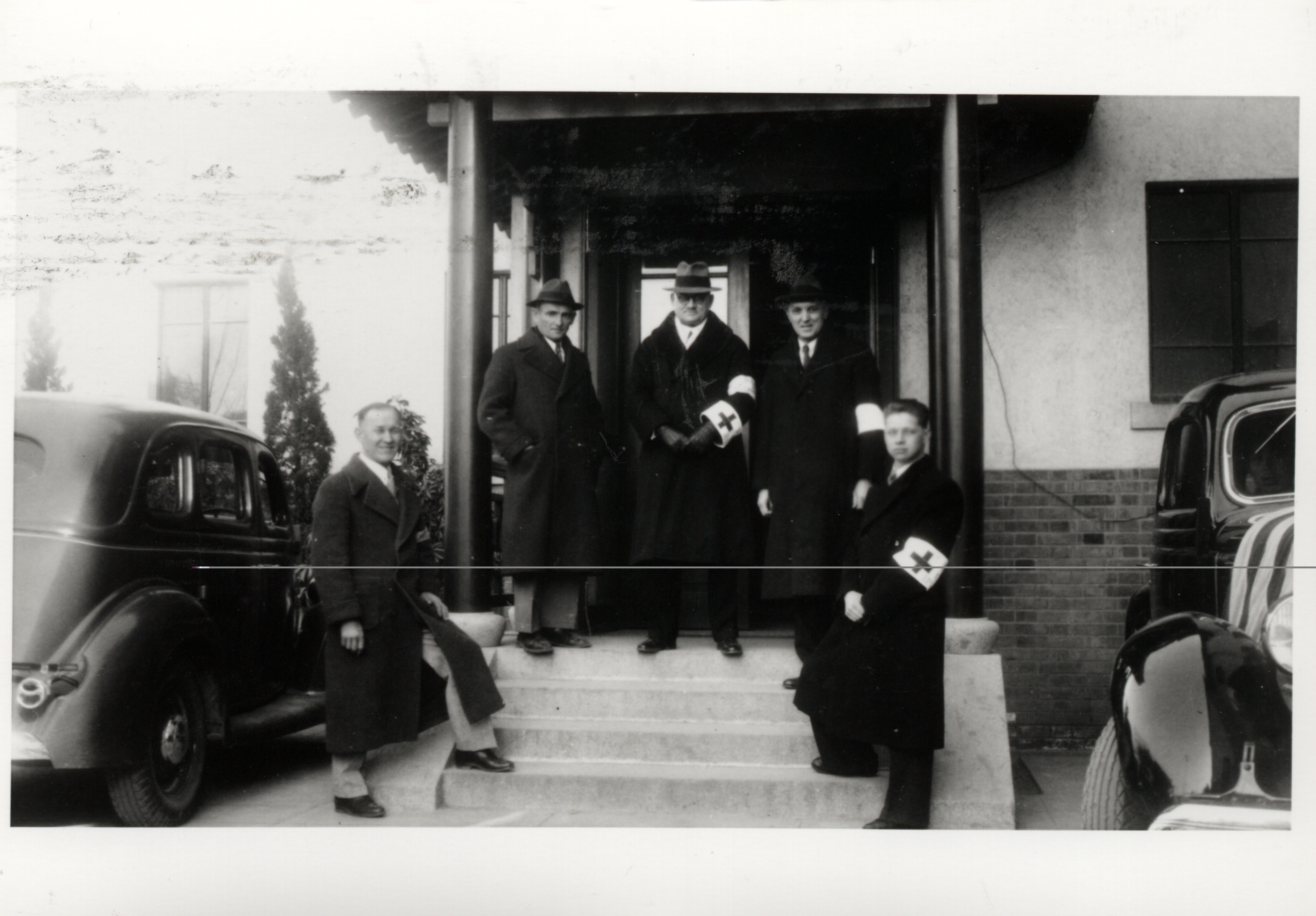
Członkowie Międzynarodowego Komitetu ds. Strefy Bezpieczeństwa w Nankinie, 13 grudnia 1937 roku

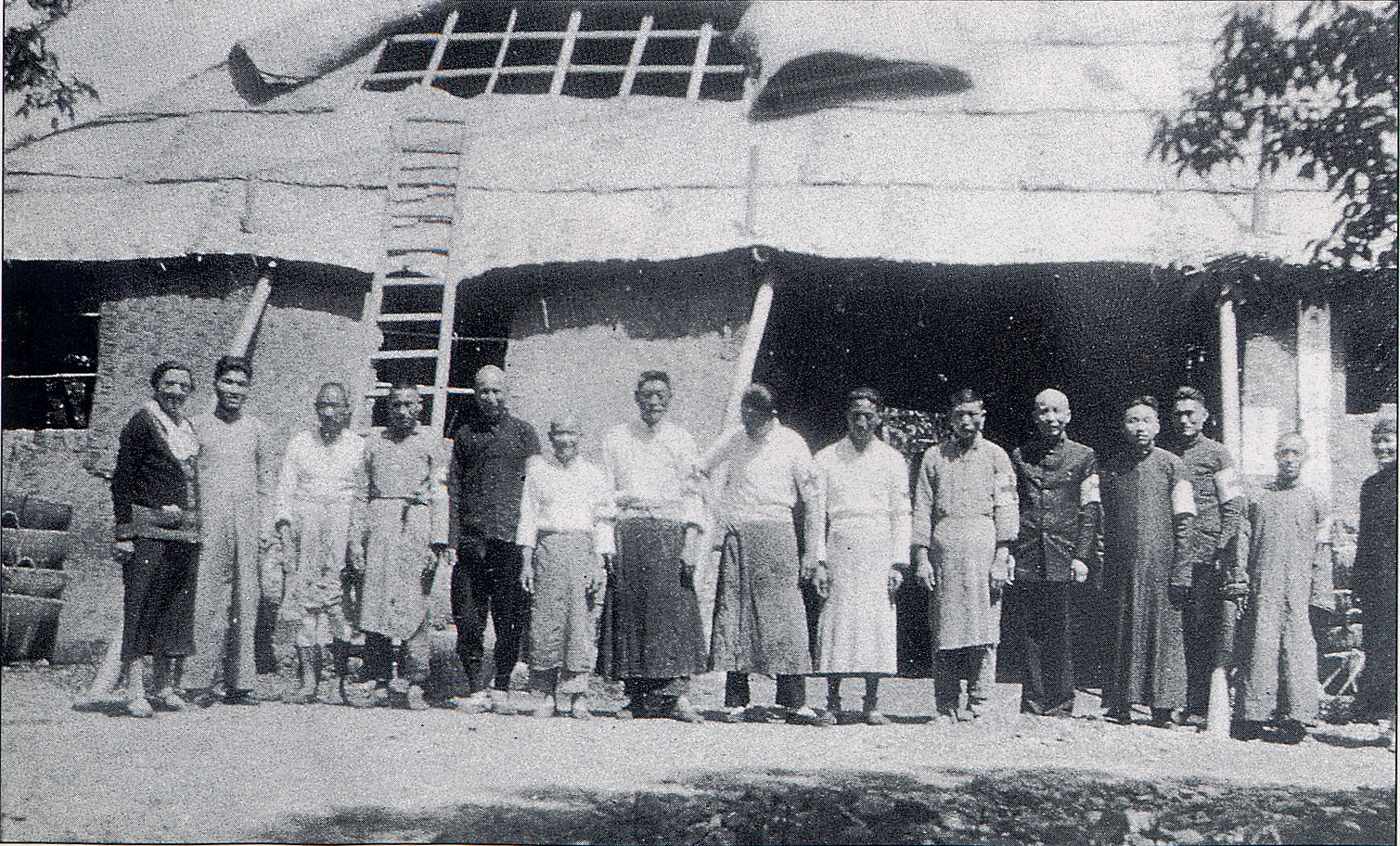
Schronisko dla uchodźców w Nankińskiej Strefie Bezpieczeństwa w 1937 roku

Nankińska Strefa Bezpieczeństwa (chiń. 南京安全區; pinyin: Nánjīng Ānquán Qū; jap. 南京安全区, Nankin Anzenku lub 南京安全地帯, Nankin Anzenchitai) – samozwańcza strefa zdemilitaryzowana utworzona dla chińskiej ludności cywilnej przez cudzoziemców przebywających w Nankinie w obliczu rychłego japońskiego zwycięstwa w bitwie o Nankin 13 grudnia 1937 roku.
Już w trakcie bitwy o Szanghaj Japończycy bombardowali Nankin, powodując śmierć znacznej liczby cywilów. Aby zapobiec dalszym ofiarom, Han Lih-wu i liczni emigranci mieszkający w Nankinie starali się utworzyć w mieście strefę neutralną dla uchodźców. Wzorując się na Szanghajskiej Strefie Bezpieczeństwa (prowadzonej przez jezuitę o. Roberta Jacquinota de Besange’a) w Szanghaju, wyznaczyli oni obszar o powierzchni 3,86 km² w zachodniej części Nankinu, mając nadzieję na to, że obecność cudzoziemców zapewni bezpieczeństwo tego obszaru. 22 listopada został formalnie powołany Międzynarodowy Komitet ds. Strefy Bezpieczeństwa, a w celu zapewnienia normalnego funkcjonowania strefy powołano Komitety ds. Warunków Sanitarnych, Zakwaterowania i Wyżywienia. Ponadto wysłano listy do rządów Japonii i Chin w celu uzyskania oficjalnego uznania istnienia strefy. Pomimo tego że Chińczycy zaakceptowali wytyczenie Strefy Bezpieczeństwa i przekazali faktyczną jurysdykcję nad terytorium Komitetowi, Japończycy utrzymywali nieokreśloną postawę pomiędzy ignorowaniem a nieuznawaniem istnienia Strefy Bezpieczeństwa.
Strefa Bezpieczeństwa uległa szybkiemu przeludnieniu w wyniku ciągłego napływu uchodźców, którzy przejęli odpowiedzialność za administrację miejską niektórych obszarów Nankinu po wycofaniu się Rządu Narodowego. Choć do pewnego stopnia gwarantowało to podstawowe potrzeby życiowe uchodźcom w Strefie Bezpieczeństwa, nie chroniło ich całkowicie przed masakrą. Od 14 grudnia 1937 roku armia japońska ignorowała istnienie Strefy Bezpieczeństwa i pod pretekstem poszukiwania zbiegłych chińskich żołnierzy rozpoczęła serię podpaleń, grabieży i gwałtów na kobietach również w jej granicach. Po upadku Nankinu armia japońska zabiła również część uchodźców w schronach na terenie strefy. Międzynarodowy Komitet ds. Strefy Bezpieczeństwa nie dysponował wystarczającymi środkami, aby zapobiec jej rozpadowi. W lutym 1938 roku armia japońska siłą wydaliła uchodźców ze strefy, argumentując, że jej istnienie utrudnia funkcjonowanie ich marionetkowego rządu. Międzynarodowy Komitet ds. Strefy Bezpieczeństwa został przekształcony w Nankiński Międzynarodowy Komitet Pomocy 18 lutego 1938 roku, co oznaczało faktyczne zakończenie istnienia strefy. Schroniska dla uchodźców na terenie Strefy Bezpieczeństwa ostatecznie przestały działać w czerwcu 1938 roku.